# (31591) 1999 FD35
1999 FD35 (asteroide 31591) é um asteroide da cintura principal. Possui uma excentricidade de 0.14368980 e uma inclinação de 0.41082º.
Este asteroide foi descoberto no dia 19 de março de 1999 por LINEAR em Socorro.